# Danielle Carruthers
Danielle Carruthers, ameriška atletinja, * 22. december 1979, Paducah, Kentucky, ZDA.
Ni nastopila na poletnih olimpijskih igrah. Na svetovnih prvenstvih je v teku na 100 m z ovirami osvojila srebrno medaljo leta 2011.